# Lajta Edit
Lajta Edit (Beregszász, 1926. június 23. – Budapest, 1970. november 26.) művészettörténész.

## Élete
1946-ban a budapesti tudományegyetemen szabad bölcsészként tanult, majd a muzeológia szak közép- és újkori művészettörténet hallgatója volt. 1951-ben szerzett diplomát az akkor már Eötvös Loránd Tudományegyetem nevű intézmény muzeológia szakán. 1961-ben bölcsészdoktori diplomát szerzett.
1951 és 1956 között a Szépművészeti Múzeum dolgozott. Először a modern művészetek, majd a régi művészetek osztályának, illetve a Művészettörténet Dokumentációs Központ munkatársa volt.
1959-től haláláig az Akadémiai Kiadó Lexikonszerkesztőségében dolgozott. Részt vett az Új magyar lexikon képző- és iparművészeti szakterületének szerkesztésében. Felelős szerkesztője volt a Művészeti lexikonnak (I–IV., Budapest, 1962–1968). Élete utolsó két évében a Művészeti Kislexikon szerkesztési munkálatai vezetőjeként tevékenykedett.
Kutatói munkáinak középpontjában a középkori Magyarország művészete és a 19. századi magyar festészet állt. Mélyebben foglalkozott ikonográfiai kérdésekkel. E témával kapcsolatos tanulmányait a Művészettörténeti Értesítő című folyóiratban jelentek meg, de szinte az összes hazai művészeti folyóiratnak a munkatársa volt.
Bánó Endre grafikus második felesége volt.

## Főbb művei
- Brocky Károly (Budapest, 1957)
- Ingres (Budapest, 1963)
- Hogarth (Budapest, 1965)
- Vermeer (Budapest, 1968)
- Korai francia festészet (Budapest, 1973)

Ikonográfiai tanulmányai a Művészettörténeti Értesítőben
- Adalékok a jakabfalvi oltár ikonográfiájához (1953)
- A Nagy Szent Család ikonográfiája (1954)
- Két adalék a magyarországi középkori festészet ikonográfiájához (1958)
- Az Ecclesia Synagoga ábrázolása a középkori művészetben (1961)
- A besztercebányai Thurzó-ház falképei (1966)